# أرتيدا
بلدية أرتيدا (بالإسبانية: Artieda) هي بلدية تقع في مقاطعة سرقسطة التابعة لمنطقة أراغون شمال شرق إسبانيا.

## الديموغرافيا
بلغ عدد سكان بلدية أرتيدا 92 نسمة عام 2011 (وفقاً للمعهد الوطني الإسباني للإحصاء).
| 105 | 103 | 111 | 108 | 102 | 100 | 92 |